# Łotewska Formuła Easter
Łotewska Formuła Easter – cykl wyścigów samochodowych rozgrywanych w Łotewskiej SRR według przepisów Formuły Easter.

## Mistrzowie
| Sezon | Mistrz                    | Zespół                    | Samochód                  |
| ----- | ------------------------- | ------------------------- | ------------------------- |
| 1977  | Elmo Salm                 | DOSAAF Ryga               | Estonia 18M-Łada          |
| 1978  | mistrzostw nie rozgrywano | mistrzostw nie rozgrywano | mistrzostw nie rozgrywano |
| 1979  | Elmo Salm                 | DOSAAF Ryga               | Estonia 18M-Łada          |
| 1980  | Raimonds Gudriķis         | Daugava Kandawa           | Estonia 19-Łada           |
| 1981  | Ivars Krūmiņš             | DOSAAF Ryga               | Estonia 20-Łada           |
| 1982  | Raimonds Gudriķis         | DOSAAF Kandawa            | Estonia 20-Łada           |
| 1983  | Raimonds Gudriķis         | DOSAAF Kandawa            | Estonia 20-Łada           |
| 1984  | Andris Skreija            | Sowieckaja Armia Ryga     | Estonia 20-Łada           |
| 1985  | Andris Štāls              | DOSAAF Jurmała            | Estonia 20-Łada           |
| 1986  | Ivars Krūmiņš             | DOSAAF Ryga               | Estonia 21M-Łada          |
| 1987  | Ivars Krūmiņš             | DOSAAF Ryga               | Estonia 21M-Łada          |
| 1988  | Andris Kaļķis             | Sowieckaja Armia Ryga     | Estonia 21M-Łada          |
| 1989  | ?                         | ?                         | ?                         |
| 1990  | Ziedonis Meiers           | DOSAAF Ryga               | Estonia 21M-Łada          |
| 1991  | Egons Untiņš              | Ryga                      | Estonia 21M-Łada          |